# Jan Stanisław Bystroń

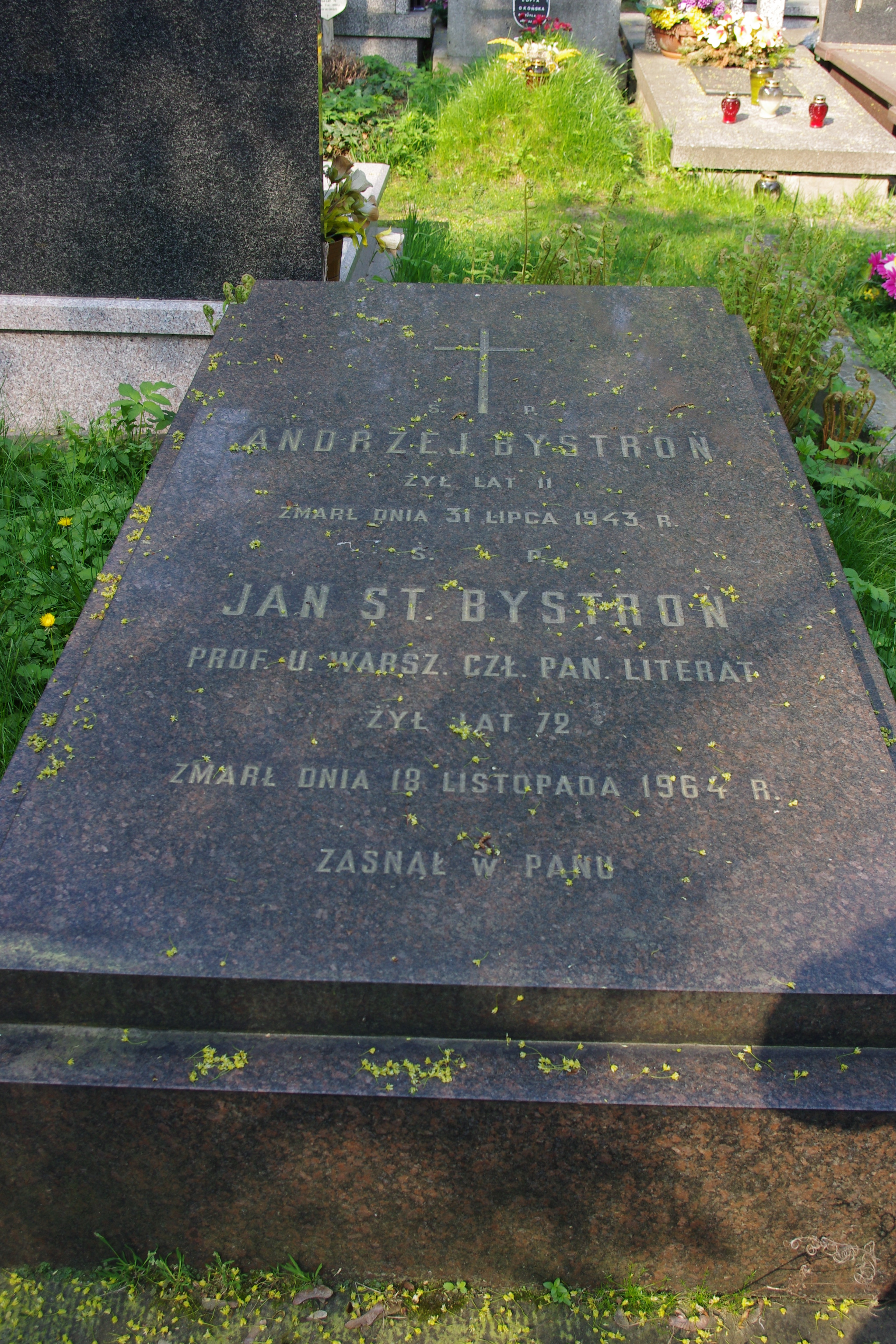
Grób Jana Stanisława Bystrońa na cmentarzu ewangelicko-reformowanym w Warszawie

Jan Stanisław Bystroń (ur. 20 października 1892 w Krakowie, zm. 18 listopada 1964 w Warszawie) – polski etnograf i socjolog, profesor uniwersytetów w Poznaniu, Krakowie i Warszawie, członek Polskiej Akademii Nauk.

## Życiorys
Był synem językoznawcy Jana i Marii z Cinciałów, wnukiem prawnika, etnografa i śląskiego działacza społecznego Andrzeja Cinciały. W 1910 ukończył gimnazjum w Krakowie. Podjął studia filologiczne na Uniwersytecie Jagiellońskim. Wśród jego profesorów byli m.in. Ignacy Chrzanowski i Kazimierz Morawski. W 1914 obronił na UJ doktorat na podstawie pracy Teoria rzeczywistości społecznej. W międzyczasie odbył także studia etnograficzne w Ecole des Hautes Etudes w Paryżu (1912–1913). Podczas I wojny światowej w 1915 w Wiedniu został członkiem zarządu Polskiego Archiwum Wojennego. W 1918 uzyskał stopień docenta etnologii na UJ (na podstawie pracy Zwyczaje żniwiarskie w Polsce).
W latach 1919–1925 był dyrektorem Instytutu Etnologii Uniwersytetu Poznańskiego, piastując katedrę etnologii i folkloru jako profesor nadzwyczajny. W 1925 przeniósł się na UJ, został profesorem zwyczajnym i kierownikiem Katedry Etnologii i Socjologii. Od 1934 prowadził wykłady z socjologii i polskiej kultury ludowej na Uniwersytecie Warszawskim, kierując jednocześnie Katedrą Socjologii (do 1948). W latach 1934–1936 pełnił funkcję kierownika Departamentu Szkolnictwa Wyższego Ministerstwa Wyznań Religijnych i Oświecenia Publicznego. W latach 1926–1932 pełnił funkcję sekretarza Komisji Etnograficznej PAU. W 1931 ożenił się z Jadwigą Misiakowską
W czasie okupacji był kilka miesięcy więziony na Pawiaku; brał udział w tajnym nauczaniu. W ostatnich latach życia ciężko chorował, cierpiał również na załamanie nerwowe po śmierci syna oraz z powodu wieloletniej choroby żony. Oficjalnie przeszedł na emeryturę rok przed śmiercią. Pochowany na cmentarzu ewangelicko-reformowanym w Warszawie (kwatera 4-6-1).

## Zainteresowania naukowe
W swych badaniach koncentrował się na kulturze polskiej, folklorze i twórczości ludowej. Uważał, że badania etnograficzne powinno się prowadzić w ograniczonym czasie i miejscu. W pracy Wstęp do ludoznawstwa polskiego (1926) określił zagadnienia etnografii, jej stosunek do innych nauk oraz podał systematykę dotyczącą grup zawodowych i etnicznych. Analizując dzieła literatury staropolskiej przedstawił panoramę życia towarzyskiego, rodzinnego, politycznego i wojskowego Polski XVI, XVII i XVIII wieku (Dzieje obyczajów w dawnej Polsce. Wiek XVI–XVIII, 1933, 2 tomy). Zajmował się koncepcjami socjologii polskiej do początków XX wieku. Jako pierwszy w Polsce uznał komizm za zjawisko socjologiczne. Na przełomie lat 20. i 30. prowadził badania śladów polskich w Algierii i na Bliskim Wschodzie, czego efektem była praca Polacy w Ziemi Świętej, Syrii i Egipcie, 1141–1914 (1930).
Do korzystania z dzieł Bystronia w pracy nad Encyklopedią staropolską (1937–1939) przyznał się Aleksander Brückner. Jan Bystroń był również encyklopedystą.  Został wymieniony w gronie 180 edytorów pięciotomowej Ilustrowanej encyklopedii Trzaski, Everta i Michalskiego wydanej w latach 1926–1928 gdzie napisał hasła związane z kulturą i obyczajem polskim .
Materiały archiwalne Jana Bystronia znajdują się w PAN Archiwum w Warszawie pod sygnaturą III-104.

## Członkostwo polskich towarzystw i akademii naukowych
- PAU (1933 członek korespondent)
- Towarzystwo Naukowe Warszawskie (1945 członek zwyczajny)
- PAN (1952 członek tytularny)
- Poznańskie Towarzystwo Przyjaciół Nauk (1920 członek-korespondent, 1947 członek zwyczajny)
- Towarzystwo Naukowe we Lwowie (1931 członek czynny).

## Publikacje
- O istocie życia społecznego (1915)
- Pojęcie narodu w socjologii polskiej (1916)
- Słowiańskie obrzędy rolnicze (1916)
- Słowiańskie obrzędy rodzinne (1916)
- Rozwój problemu socjologicznego w nauce polskiej (1917)
- Artyzm pieśni ludowej (1921)
- Wyobraźnia artystyczna B. Prusa (1922)
- Pieśni ludu polskiego (1925)
- Historia w pieśni ludu polskiego (1925)
- Wstęp do ludoznawstwa polskiego (1926)
- Pieśni ludowe z polskiego Śląska (1927–1938, z Józefem Ligęzą i Stefanem Marianem Stoińskim)
- Bibliografia etnografii polskiej (1929)
- Socjologia wychowania (1931)
- Socjologia. Wstęp informacyjny i bibliograficzny (1931)
- Przysłowia polskie (1933)
- Szkoła jako zjawisko społeczne (1934)
- Megalomania narodowa (1935)
- Nazwiska Polskie (1936)
- Księga imion w Polsce używanych (1938)
- Łańcuch szczęścia i inne ciekawostki (1938)
- Publiczność literacka (1938)
- Komizm (1939)
- Paryż (1939)
- Etnografia Polski (1947)
- Socjologia (1947)
- Warszawa (1949)

## Odznaczenia
- Medal Niepodległości (17 września 1932)[9]
- Złoty Wawrzyn Akademicki (5 listopada 1938)[10]